# 黑雁

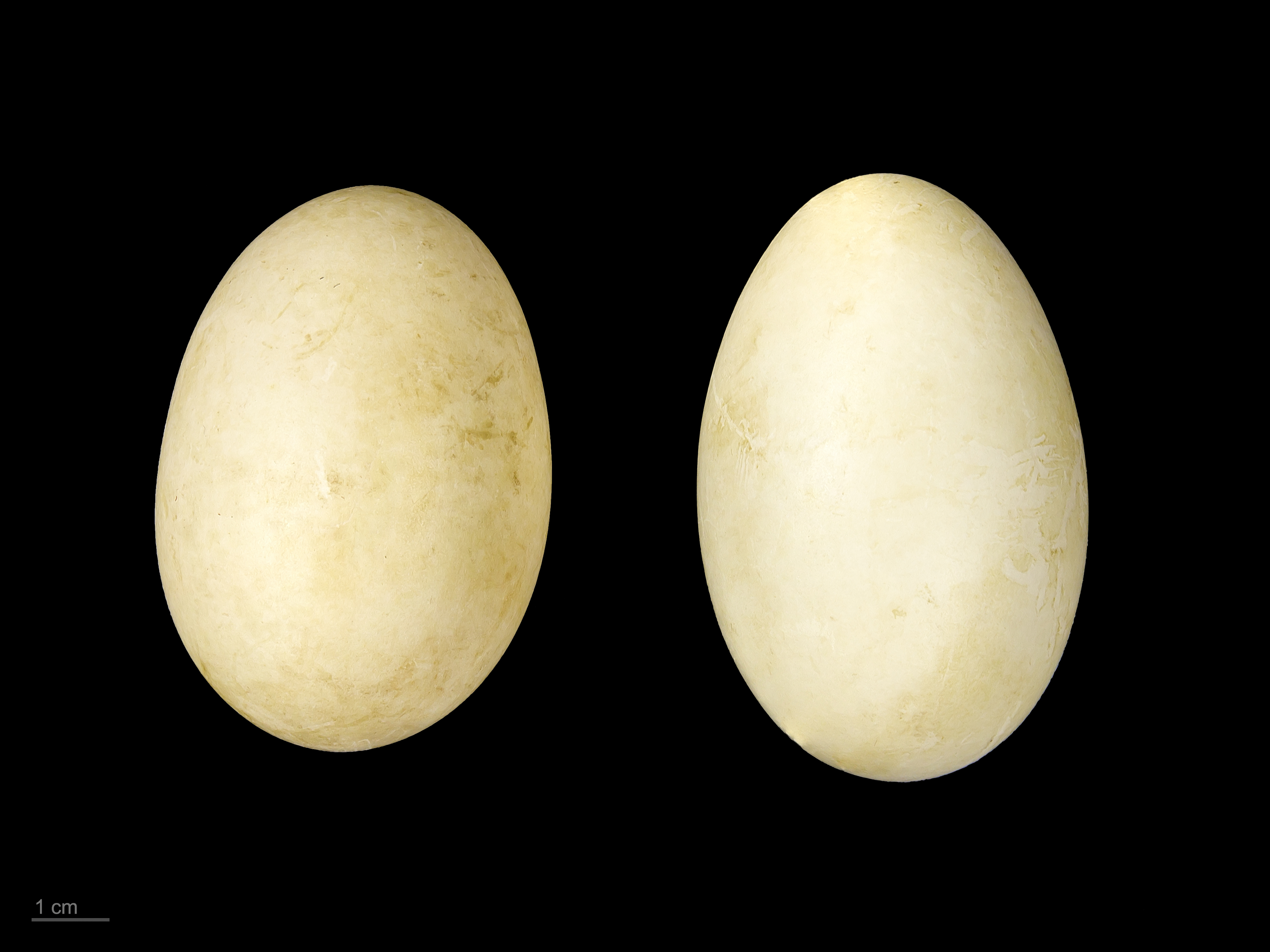
Branta bernicla

黑雁（学名：[Branta bernicla] 错误：{{Lang}}：文本有斜体标记（帮助））为鸭科黑雁属的鸟类。分布于北极圈以北、北冰洋沿岸及附近岛屿以及中国大陆的东北、东部沿海、福建等地，多生活于海岸边、河口以及陡峭的河岸。该物种的模式产地在瑞典。
它有三個亞種, 全部在溫帶地區的海岸過冬, 並在北極高原的苔原上繁殖.
布倫特油田以該物種命名.

## 分類學
黑雁於1758年由瑞典博物學家卡爾·林奈在其Systema Naturae的第十版中以二名法命名並正式描述.Anas bernicla. 林奈指定其模式產地為歐洲, 但在1761年將其限定為瑞典. 黑雁現在是六種歸入1769年由奧地利博物學家喬瓦尼·安東尼奧·斯科波利引入的黑雁屬（Branta）中的一種. 屬名Branta是古諾斯語 brandgás的拉丁化形式, 意為"燒焦（黑色）雁". 種小名bernicla是中古拉丁語, 意為藤壺.
黑雁和類似的白頰黑雁曾被認為是同一物種。 這種神話至少可以追溯到12世紀. 威爾斯的傑拉德聲稱他曾見過這些鳥掛在木材上, 威廉·特納接受了這一理論, 而約翰·傑拉德聲稱他曾見過這些鳥從他們的殼中出現. 這個神話的產生是因為在1100年代, 人們對鳥類的遷徙並不了解, 但已知這些鳥從未被發現築巢, 也未找到過蛋, 也未見過雛鳥. 這個傳說持續到了18世紀末. 在凱里郡, 直到最近, 天主教徒在星期五可以食用這種鳥, 因為它被視為魚.

## 亚种
認可的三個亞種為:
- B. b. nigricans （勞倫斯, 1846） – 西伯利亞東北部, 阿拉斯加和加拿大西北部
- B. b. bernicla （林奈, 1758） – 俄羅斯西北部, 北中部
- B. b. hrota （穆勒, OF, 1776） – 加拿大東北部, 格陵蘭和斯瓦巴群島

- 黑雁东方亚种（学名：[Branta bernicla orientalis] 错误：{{Lang}}：文本有斜体标记（帮助））。分布于东西伯利亚北部勒拿河下游以东及楚柯奇半岛以西的北冰洋沿岸、新西伯利亚群岛、符兰格尔岛、日本以及中国大陆的东部沿海等地，主要生活于海岸边、河口以及陡峭的河岸。该物种的模式产地在西伯利亚东部。[12]東方亞種現在認為應歸入B. b. nigricans。

## 描述

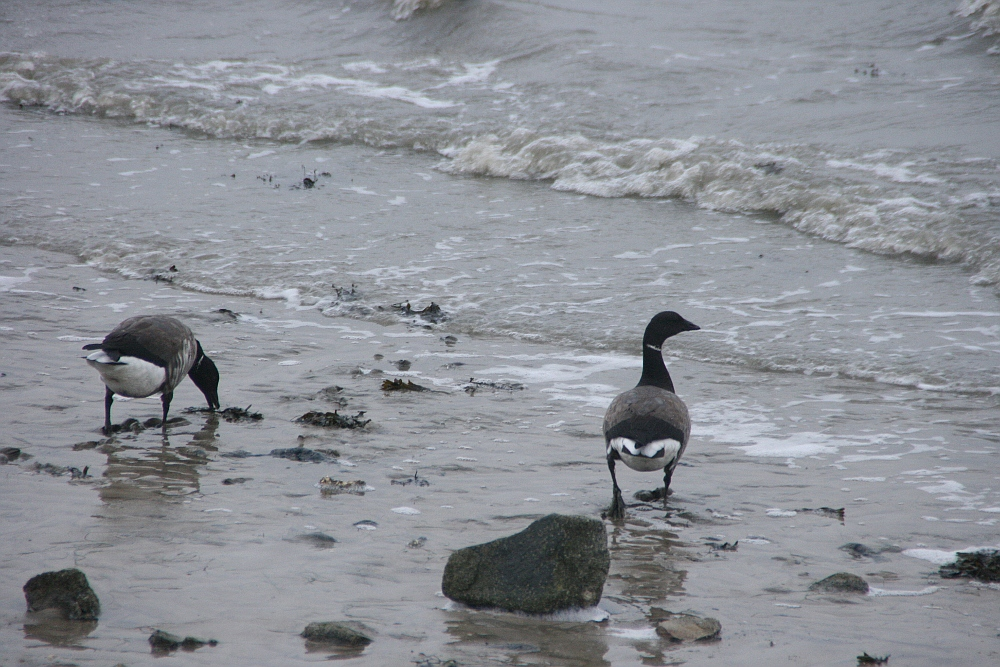
越冬 瓦登海,德國

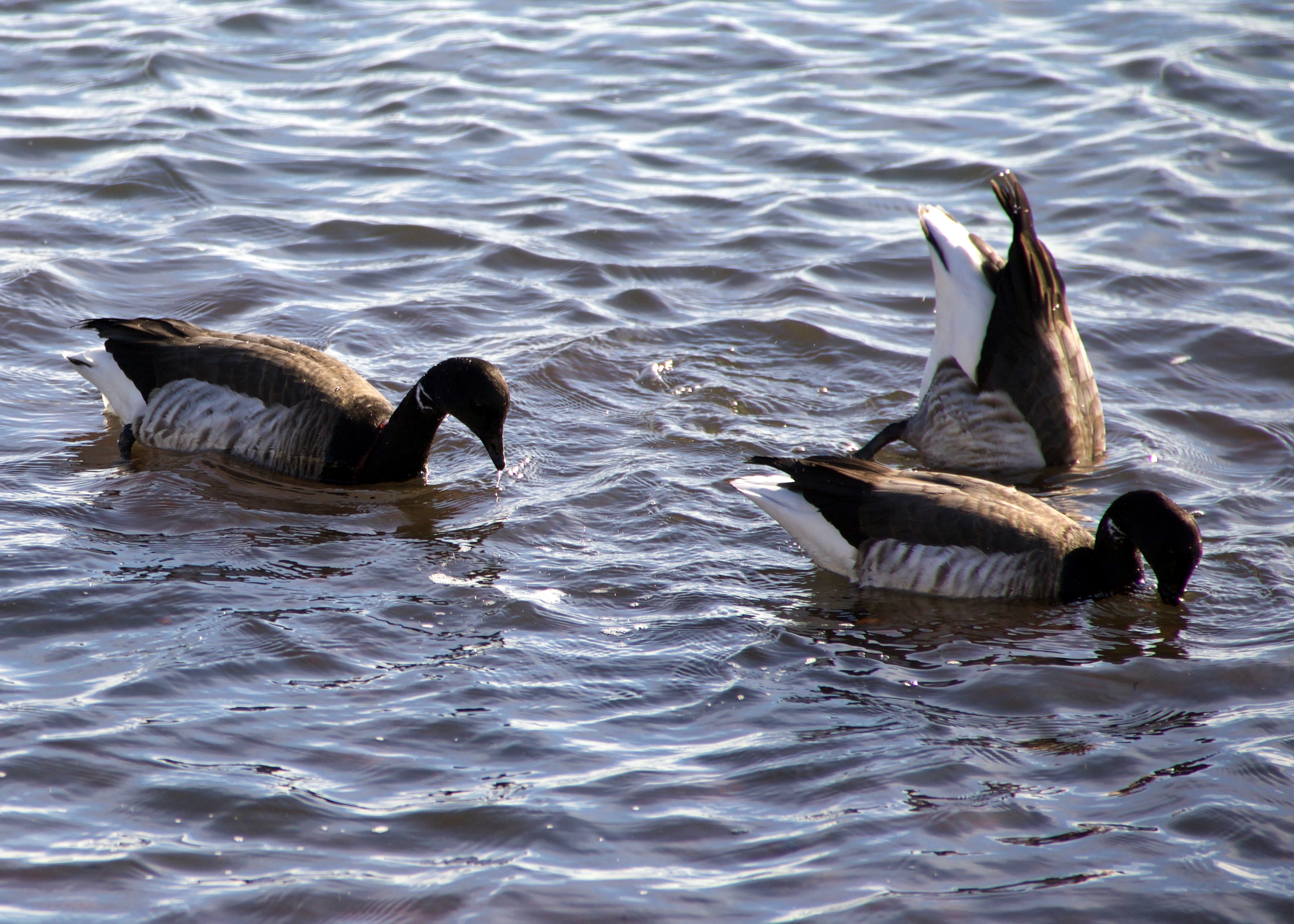
覓食 攝於長島灣, 康乃狄克州

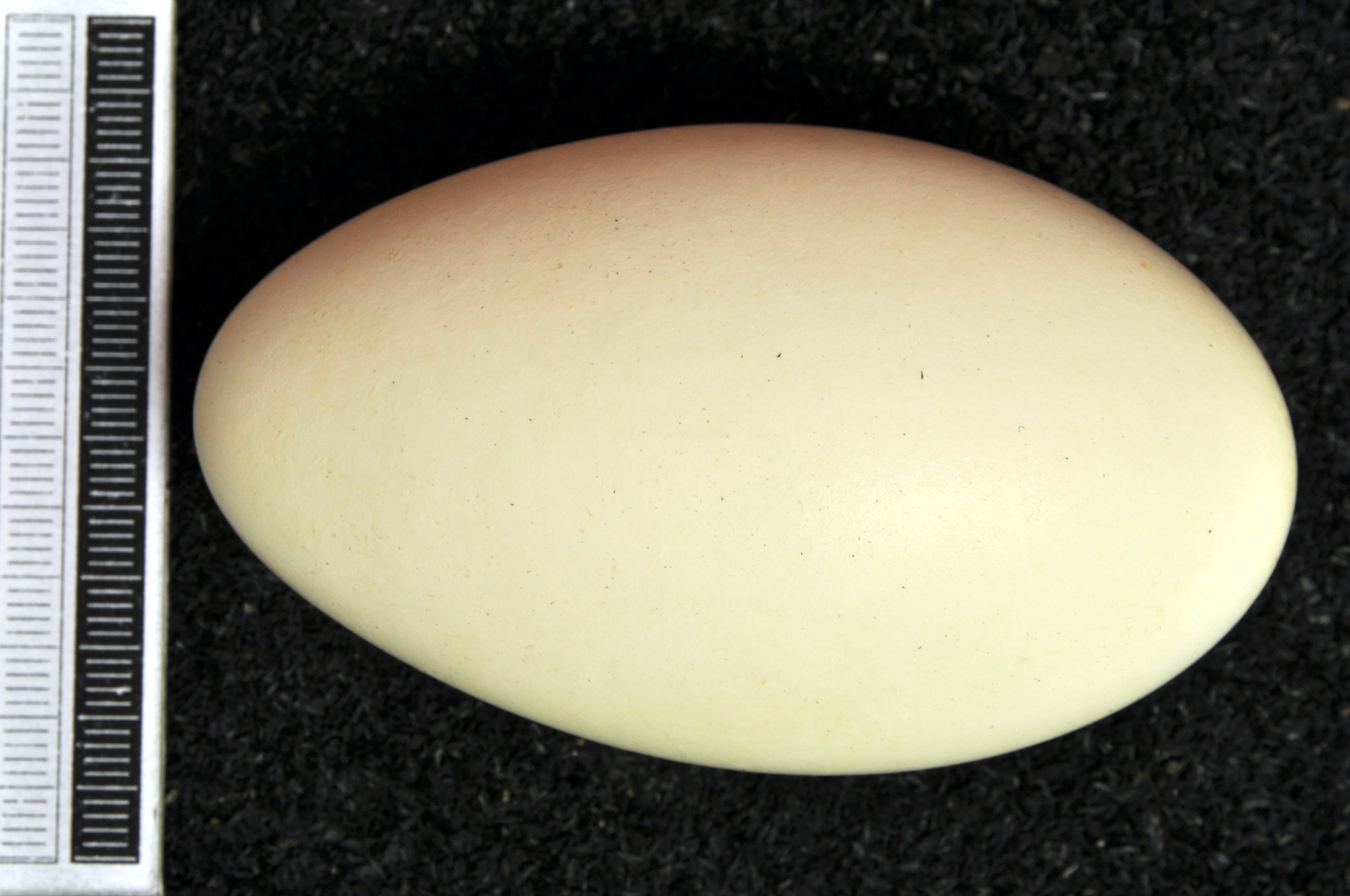
蛋, 收藏於威斯巴登博物館

黑雁是一種嘴短而粗壯的小型雁. 它身長17.029cm, 翼展17.030cm, 體重17.031g  尾下為純白色, 尾巴黑色且非常短 （是所有雁中最短的）.
深色腹部的指名亞種 B. b. bernicla的身體顏色相當均勻, 全身為深灰褐色, 腹部和側面顏色與背部沒有顯著差異. 頭部和頸部為黑色, 頸部兩側有一小塊白斑. 大約25萬隻, 它們在西伯利亞中部和西部的北極海岸繁殖, 冬季在西歐的沿海地區過冬, 超過一半的種群分布在英格蘭南部, 其餘的分布在德國北部和法國西南部之間.
淺色腹部型B. b. hrota的身體顏色為黑褐色和淺灰色. 身體各部位為不同深淺的灰褐色, 腹部和側面明顯比背部顏色淺, 並形成明顯對比. 頭部和頸部為黑色, 頸部兩側有一小塊白斑. 總體種群大約為25萬隻, 主要種群在加拿大東北部繁殖, 冬季沿著美國大西洋海岸從緬因州到喬治亞州過冬, 還有兩個較小的種群, 一個在法蘭士約瑟夫地群島, 斯瓦巴群島和格陵蘭東北部繁殖, 冬季在丹麥, 英格蘭東北部和蘇格蘭過冬, 另一個在加拿大東北部的島嶼繁殖, 冬季在愛爾蘭, 英格蘭西南部, 以及法國北部芒什省的雷涅維爾港（ le havre de Regnéville）（Seine河口）為中心的小但顯著的區域. 在愛爾蘭, 它們在冬季被記錄在許多地方, 包括福伊爾湖, 斯特蘭福德湖, 特拉利灣和卡斯爾梅恩港.
黑型B. b. nigricans的身體顏色為黑褐色和白色. 這種形態是一種黑白對比鮮明的鳥，背部呈均勻的深黑褐色，下半部顏色相似（深色延伸到三種形態中最靠後的位置），側腹有明顯的白色斑塊; 它的白色頸斑較大, 形成幾乎完整的領圈. 大約12.5萬隻的種群在加拿大西北部, 阿拉斯加和西伯利亞東部繁殖, 冬季主要在北美洲西海岸, 從阿拉斯加南部到加利福尼亞, 但也有一些在東亞, 主要是日本, 還有韓國和中國. 在1981年時種群數量曾高達20萬隻, 在1987年時曾降至10萬隻.
亞洲的黑型黑雁種群先前被視為一個獨立的亞種B. b. orientalis，基於其上體顏色據稱較為淺淡；然而，現在普遍認為這並不正確，因此它們被歸入B. b. nigricans。
已提出第四種形式（有時稱為「灰腹黑雁」），但目前尚未對這個繁殖於加拿大北極中部（主要在梅爾維爾島）並在美國西海岸普吉特海灣（靠近美國/加拿大邊界）過冬的鳥群進行正式的亞種描述。這些鳥的外觀介於黑腹黑雁和淺腹黑雁之間，上體為棕色，下體為灰色，與白色側斑的對比不那麼明顯。還有人提出，與其說這是獨立的亞種，不如說它實際上是這兩種形式之間雜交的結果，因為這個群體展現了混合的特徵。
在冬季，單隻鳥通常以鬆散的家族群體形式與同一亞種的其他鳥一起活動，但在某些地區（例如西歐，見上文）存在重疊；這在繁殖地也是如此。在繁殖季節外，具有任何亞種特徵的個體偶爾會與常規的候鳥一起出現，這引發了關於這是否與遷徙路線事故、繁殖範圍重疊，甚至雜交有關的討論。

## 棲地

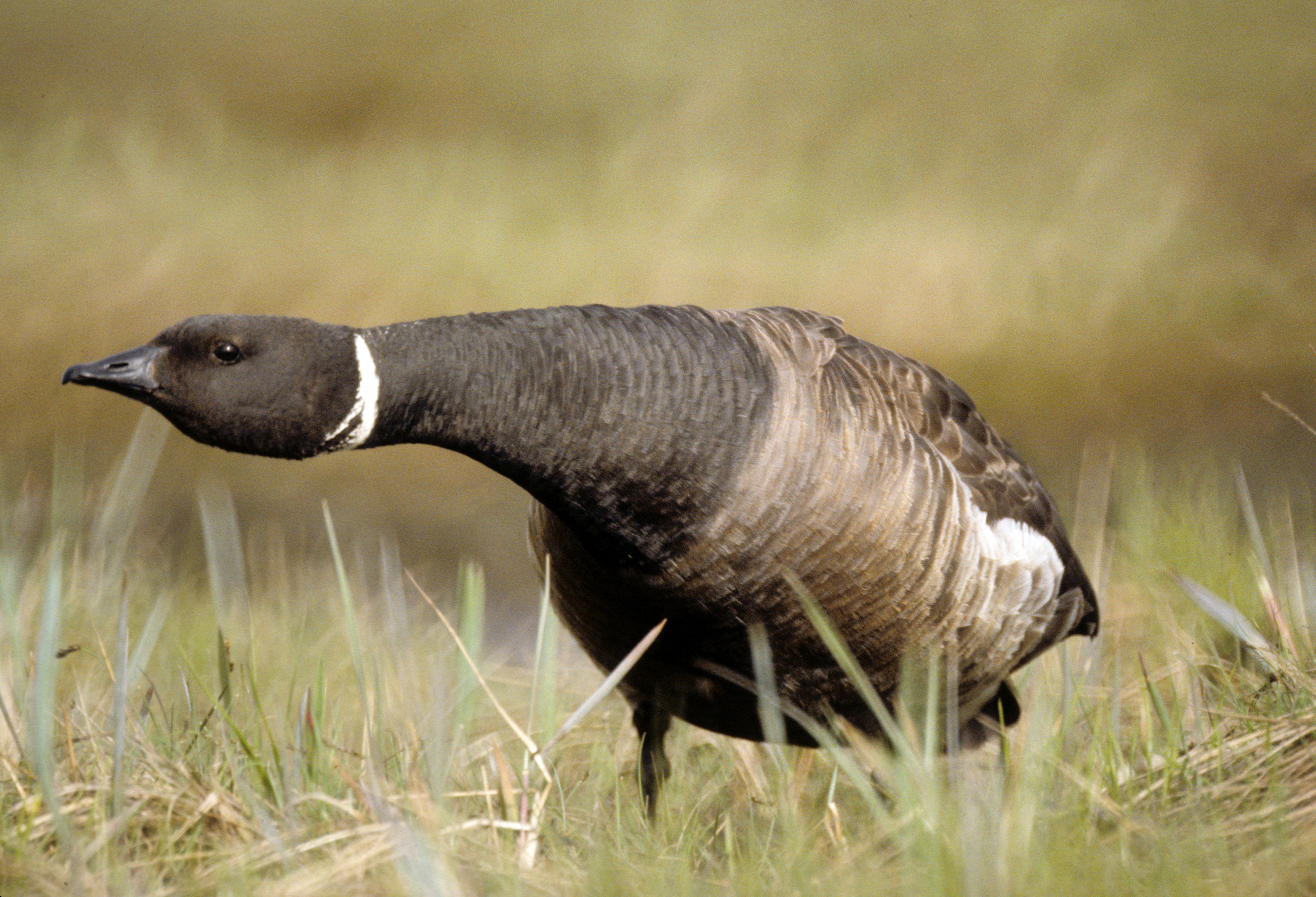
防衛姿勢

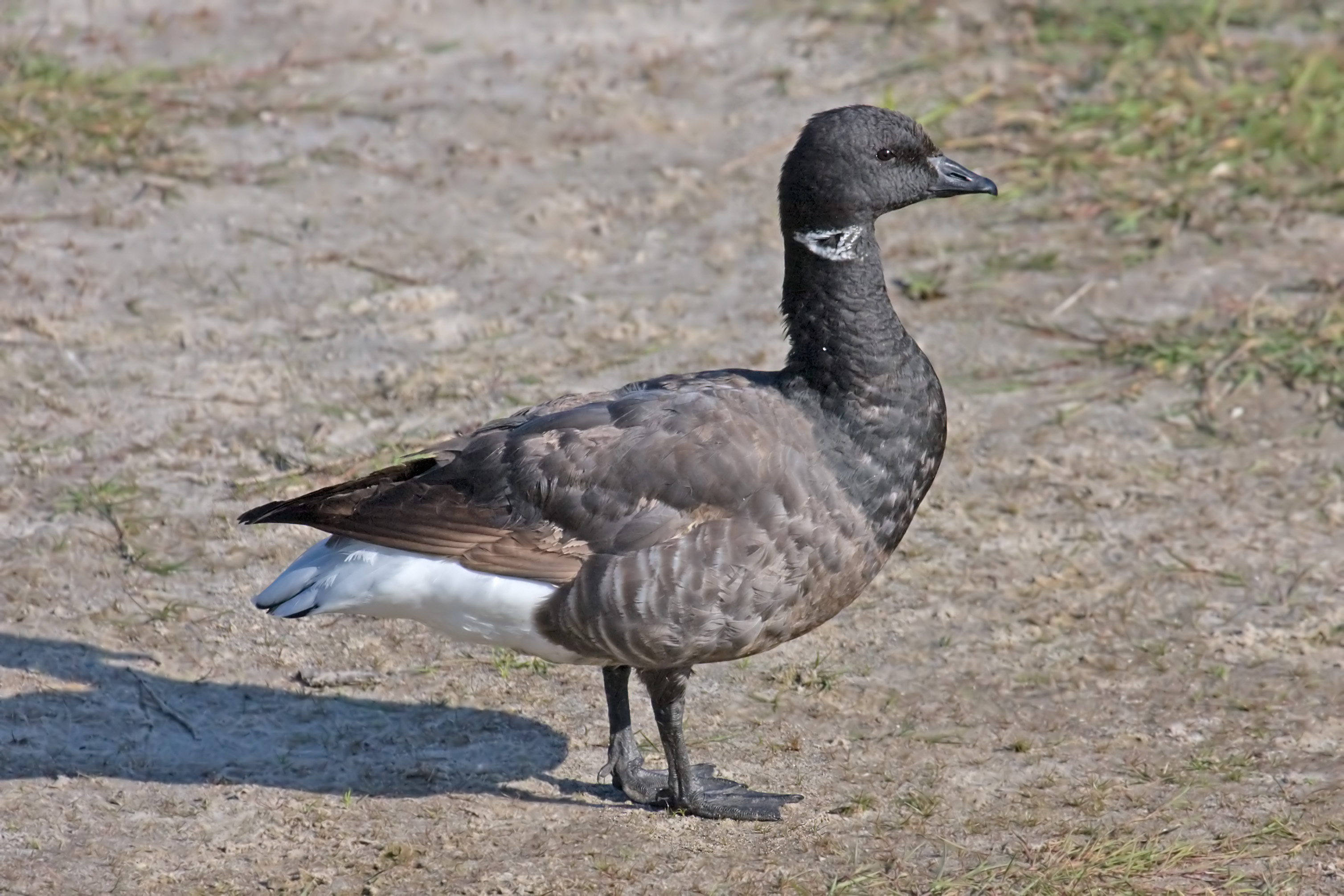

黑雁在冬季是嚴格的海岸鳥類，很少離開潮汐河口，在那裡它以大葉藻（Zostera marina）和海藻、海萵苣（Ulva）為食。 在北美東海岸，將海萵苣納入其飲食是最近的變化，這是由於1931年大葉藻的枯萎病引起的。這導致了黑雁幾乎滅絕。少數倖存者改變了飲食，將海萵苣納入其中，直到大葉藻最終開始回歸。自那時以來，黑雁一直保持這種飲食作為一種生存策略。 1930年代愛爾蘭大葉藻的類似崩潰也對種群產生了負面影響。 近幾十年來，它開始使用內陸不遠處的農田，廣泛取食草和冬季播種的穀物。有人認為它們是通過跟隨其他種類的雁學會了這種行為。食物資源壓力也可能是迫使這種變化的重要因素，因為到1980年代中期，世界人口增加了10倍以上，達到40萬至50萬，可能達到河口的承載能力。在繁殖季節，它利用低矮的濕潤海岸苔原進行繁殖和覓食。巢是碗狀的，用草和絨毛襯墊，位於較高的地點，通常靠近一個小池塘。

## 保護狀況
黑雁被國際自然保護聯盟（IUCN）列為“無危”物種。 它是非洲-歐亞遷徙水鳥保護協定（AEWA）適用的物種之一。